# Höhnhart
Höhnhart è un comune austriaco di 1 409 abitanti nel distretto di Braunau am Inn, in Alta Austria.